# Riccardino
Riccardino è un romanzo scritto da Andrea Camilleri nel 2005, rimaneggiato nel 2016 e, su desiderio dell'autore, pubblicato postumo il 16 luglio 2020 dalla casa editrice Sellerio di Palermo. È l'ultimo romanzo della serie dedicata alle indagini del commissario Montalbano. 
Inizialmente Camilleri aveva deciso, nella sequenza dei romanzi dedicati al commissario, di voler far invecchiare il protagonista fino alla fine naturale in modo da liberarsi di un personaggio ormai diventato troppo invadente nella sua fantasia. Ma, considerando che i suoi due amici scrittori di gialli Jean-Claude Izzo e Manuel Vázquez Montalbán, che avevano le stesse intenzioni dello scrittore siciliano, alla fine erano morti prima dei loro personaggi, a detta sua si è «fatto venire un’altra idea trovando in un certo senso la soluzione»: la pubblicazione postuma dell'ultimo romanzo in cui però Montalbano continua a vivere. 
Contemporaneamente alla versione classica, viene pubblicata anche un'edizione speciale contenente ambedue le versioni del romanzo, ovvero quella del 2005 rimasta in attesa di pubblicazione e quella definitiva del 2020 con i rimaneggiamenti effettuati nel 2016. Secondo lo stesso Camilleri, in questo modo il lettore, confrontando le due versioni, avrebbe potuto seguire le evoluzioni di quella nuova lingua "vigatese" che egli aveva inventato:

## Trama
Il commissario Montalbano sta passando un periodo nero: non ha più voglia di indagare perché si è «stuffato di aviri a chiffari coi cretini». L'indagine presentata, già difficoltosa in partenza, si complica sempre più e il commissario appare sempre più confuso e poco lucido al punto che l'Autore stesso interviene nel romanzo per aiutarlo, dialogando con lui su modifiche alla trama e proponendo varie soluzioni. Vengono inoltre proposti dei confronti tra il Montalbano letterario e quello televisivo. 
Montalbano, riuscito a prender sonno dopo una notte agitata, viene risvegliato dal telefono, dietro il quale a parlare è una voce giovanile che gli si presenta come Riccardino e gli dà appuntamento al bar Aurora. Ancora scombussolato, Montalbano prova a riaddormentarsi, ma viene risvegliato definitivamente dalla telefonata di Catarella che gli annuncia che hanno sparato a un uomo e che Fazio lo stava cercando. Non riuscendo ad incaricare il suo vice Mimì Augello di condurre la nuova indagine, Montalbano accorre malvolentieri sul posto dell'omicidio e scopre che il morto è proprio Riccardino, freddato da un colpo di rivoltella alla presenza di tre suoi amici che lo stavano aspettando: Mario Liotta, Gaspare Bonanno e Alfonso Licausi. 
I tre vengono condotti da Montalbano in commissariato per essere interrogati. Si viene quindi a sapere che i tre e la vittima, Riccardo Lopresti, erano amici di lunga data, avevano sposato le rispettive sorelle (tranne Riccardino, sposato con una donna tedesca che aveva sempre fatto di tutto per interrompere i loro rapporti) e che Riccardino è stato ucciso da un motociclista con casco integrale che si era dato alla fuga subito dopo. Inoltre, viene riferito che Riccardino era il direttore della filiale della banca vigatese, mentre i suoi tre amici lavorano presso la locale miniera Cristallo, che si occupa dell'impacchettamento e distribuzione del sale marino in tutta l'isola. Durante l'interrogatorio, Montalbano viene avvertito telefonicamente da Fazio che Riccardino, appena prima di morire, aveva composto il numero di casa di Alfonso Licausi, quando quest'ultimo si trovava già in strada. Il commissario inizia a sospettare che Riccardino abbia voluto mandare alla moglie di Licausi un segnale convenuto. Tuttavia, subito dopo, il questore informa Montalbano che l'indagine verrà affidata al nuovo capo della Squadra mobile di Montelusa. 
Nel pomeriggio il commissario riceve la telefonata del segretario del vescovo di Montelusa, che lo prega di recarsi in vescovado la sera stessa per avere un colloquio con il presule. Questi, in nome di Alfonso Licausi (che rivela essere suo nipote) e sfruttando la sua posizione altolocata, fa pressioni affinché Montalbano si occupi del caso. Pertanto il giorno seguente il questore è costretto con grande disappunto a riassegnare l'indagine a Montalbano.
Intanto in commissariato si presenta la "chiaromante chiaroveggente" Tina Macca per denunciare un camionista che da due anni disturba la quiete pubblica passando con il camion per la via in cui abita la signora, recandosi a una discarica per ragioni non chiare. La donna invita Montalbano a casa propria per l'indomani e il commissario accetta, per saperne di più sull'argomento. Il commissario, a casa della donna, fa la conoscenza di un idraulico (amante segreto della signorina Tina); dal terrazzo della casa di quest'ultimo Montalbano ha modo di vedere l'arrivo dell'autista, in macchina, che si reca presso un muretto appena vicino alla discarica per depositarvi un oggetto. Il giorno seguente scopre che l'autista, tale Saverio Milioto, lavora presso la miniera Cristallo, la stessa in cui sono impiegati i "tre moschettieri"; ciò non fa che aumentare la curiosità di Montalbano, che si reca presso l'abitazione di Milioto e scopre che questi ha inoltre creato una piccola azienda di trasporti, che gestisce insieme al figlio. In seguito Montalbano si reca nottetempo presso la discarica e scopre che dietro al muro Milioto nasconde un pacco contenente una grossa tanica di gasolio da venticinque litri; facendo un rapido calcolo, ricava che l'autista ruba alla miniera cento litri di gasolio a settimana. Confrontandosi il giorno seguente con Fazio, entrambi convengono sul fatto che non è possibile che Milioto possa rubare una così ingente quantità di carburante senza che nessuno se ne accorga e che, pertanto, è coperto da qualcuno.  
Parallelamente all'indagine ufficiosa su Milioto, Montalbano continua a occuparsi anche del caso di Riccardino. Dapprima si reca a casa di Lopresti per interrogarne la vedova, Else, ma ha uno screzio con il guardiano Ettore Trupia; il commissario e Trupia si insultano e vengono alle mani e solo l'intervento di Fazio e Gallo chiarisce l'equivoco, ma il comportamento tenuto dal guardiano insospettisce Montalbano, che inizia a sospettare che questi sia implicato nella faccenda. In seguito il commissario si reca presso la filiale della banca di Vigata per un colloquio con il nuovo direttore; quest'ultimo lo informa che Lopresti, appena arrivato sul posto di lavoro, aveva negato un ingente prestito al sottosegretario Arturo Saccomanno (un famoso costruttore edile trafficante di droga e colluso con la mafia) ma dopo alcuni mesi, il prestito era stato concesso senza problemi e Riccardino era stato "addomesticato". 
Nel frattempo Fazio si reca al funerale di Lopresti scoprendo tra i presenti anche Ettore Trupia e venendo a sapere che il padre di Else è suo suocero. Inoltre Fazio rivela a Montalbano che l'amante di Riccardino ha fatto recapitare ai becchini un pacchetto contenente i suoi peli pubici, chiedendo che venissero riposti nella cassa di Riccardino. Montalbano convoca in commissariato Liotta sottoponendolo volutamente a un interrogatorio pressante e lunghissimo a favor di telecamere, in modo che i giornalisti possano dare ampio risalto alla faccenda. 
Inoltre il vescovado di Montelusa contatta nuovamente Montalbano chiedendogli la disponibilità a rilasciare un'intervista scritta da pubblicare su un ipotetico settimanale; grazie a un non voluto errore del segretario, che si laascia scappare che l'intervista riguarderà l'omicidio di Riccardino, Montalbano capisce che in realtà si tratta solo di un sotterfugio architettato dal vescovo per avere messo per iscritto come la pensa il commissario sulla faccenda. Il giorno seguente Montalbano si reca nuovamente a casa della signora Else e, interrogandola, viene a sapere la verità su Riccardino: dietro alla facciata di cattolico osservante e ineccepibile lavoratore, egli nascondeva una doppia vita fatta di continui e regolari tradimenti e rapporti sessuali con le rispettive consorti dei suoi tre amici che non potevano negargli nulla. Il commissario, confrontandosi telefonicamente con l'Autore, arriva quindi vicino alla soluzione che ad uccidere Riccardino sia stato Alfonso Licausi, travestito da motociclista e che il vescovo abbia fatto pressioni per nascondere la verità. Tuttavia Montalbano non sembra molto convinto della soluzione e continua a seguire l'indagine per contro proprio.   
Quella sera Montalbano e Fazio sorprendono Milioto presso la discarica mentre sta nascondendo il pacco, lo arrestano e scoprono la verità. Tuttavia il giorno seguente Milioto viene ucciso a sua volta con un colpo di pistola, per ordine dell'ingegnere edile Saccomanno.    
Il romanzo si conclude lasciando incerto il responsabile dell'omicidio; nel corso della narrazione, e negli ultimi due capitoli in particolare, vengono delineati tre possibili personaggi: Alfonso Licausi, che avrebbe ucciso Riccardino perché non più in grado di sopportare i continui tradimenti della moglie a cui questi lo sottoponeva; Ettore Trupia, che avrebbe poi ucciso anche Milioto rimanendo ferito a una mano; Saverio Milioto, che sarebbe poi stato ucciso a sua volta per ordine di Saccomanno. Non c'è però accordo tra Montalbano e l'Autore, il quale decide di imporre la propria soluzione al romanzo, rendendo colpevole Trupia. Montalbano, contrariato dalla scelta dell'Autore, decide di cancellare tutto ciò che ha davanti come con una lavagna e, per finire, anche sé stesso.

## Edizioni
- Andrea Camilleri, Riccardino, collana La memoria n.1170, Sellerio, 2020,  p. 292.
- Andrea Camilleri, Riccardino, edizione speciale: contiene, a seguire, anche la stesura originaria del 2005. Con una nota di Salvatore Silvano Nigro.  Fuori collana n.29, Sellerio, 2020,  p. 590.